# فرانك ر. بيكر
فرانك ر. بيكر (بالإنجليزية: Frank R. Baker)‏ هو سياسي أمريكي، ولد في 11 نوفمبر 1861 في مقاطعة فان بورين في الولايات المتحدة، وتوفي في 9 أبريل 1952 في مقاطعة ريفيرسايد في الولايات المتحدة. انتخب عضو مجلس نواب واشنطن.